# Тезери
Тезери (груз. ტეზერი) — село в Грузии. Находится в Хашурском муниципалитете края Шида-Картли (община Квишхети). Тезери расположено на восточном склоне Лихского хребта, на высоте 800 метров над уровнем моря, на расстоянии 7 километров от города Хашури. Село состоит из двух основных частей — Хахути и Гагма-Тезери.
В Тезери находится базилическая церковь Хахутской Богоматери, построенная в середине XIX века.